# Cấy ghép tay

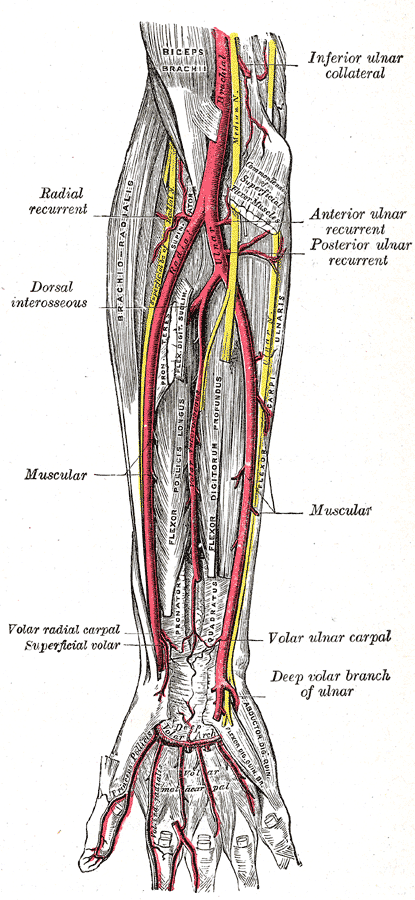
Hình ảnh giải phẫu hệ tuần toàn nằm ở bàn tay

Ghép tay hay cấy ghép tay là một thủ tục phẫu thuật để ghép tay từ người này sang người khác. Bàn tay của người hiến thường đến từ một người hiến não đã chết và được cấy ghép cho người nhận bị mất một hoặc cả hai tay hoặc cánh tay. Hầu hết các ca cấy ghép tay cho đến nay đã được thực hiện trên các ống khuỷu tay bên dưới, mặc dù các ca cấy ghép khuỷu tay phía trên đang trở nên phổ biến. Cấy ghép tay là lần đầu tiên của một loại cấy ghép mới, trong đó nhiều cơ quan được cấy ghép như một đơn vị chức năng duy nhất, bây giờ được gọi là "Cấy ghép hỗn hợp mạch máu" hoặc VCA.
Phẫu thuật này khá phổ biến và thường kéo dài từ 8 đến 12 giờ. Để so sánh, một phẫu thuật ghép tim điển hình kéo dài 6 đến 8 giờ. Bác sĩ phẫu thuật thường kết nối xương trước, sau đó là gân, động mạch, dây thần kinh, tĩnh mạch và da.
Người được ghép tay cần uống thuốc ức chế miễn dịch tương tự như các ca cấy ghép khác như ghép thận hoặc ghép gan, vì hệ thống miễn dịch tự nhiên của cơ thể sẽ cố gắng từ chối hoặc phá hủy bàn tay. Những loại thuốc này khiến người nhận có hệ thống miễn dịch yếu hơn có thể dẫn đến tăng nguy cơ nhiễm trùng và một số bệnh ung thư. Đã có nhiều tiến bộ trong ghép tạng rắn trong những năm qua đã làm cho các loại thuốc này khá dễ chịu.
Sau khi cấy ghép, có một giai đoạn trị liệu/phục hồi bàn tay phổ biến giúp người nhận lấy lại chức năng của bàn tay được cấy ghép. Những bệnh nhân chuyên dùng thuốc và thực hiện vật lý trị liệu sau khi cấy ghép tay đã thành công đáng kể trong việc lấy lại chức năng của bàn tay hoặc cánh tay mới.